# Léon Timmermans
Léon Timmermans (Ans, 22 mei 1911 - 27 oktober 1987) was een Belgisch volksvertegenwoordiger.

## Levensloop
Timmermans was de vijfde van de acht kinderen van Jean-Pierre Timmermans en Marie-Colette Aerts. Van beroep was hij gereedschapsdraaier. Hij werd na de Tweede Wereldoorlog politiek actief als lid van de communistische partij.
In Ans was hij gemeenteraadslid van 1946 tot 1958 en van 1964 tot 1970.
Hij werd korte tijd provincieraadslid in 1946-47 en in 1950.
Hij werd driemaal communistisch volksvertegenwoordiger voor het arrondissement Luik:
- van 1947 tot 1949,
- van 1950 tot 1954, in opvolging van de vermoorde Julien Lahaut,
- van 1965 tot 1968.

In 1974 was hij nog lijstduwer voor de Kamer.
Nadien is van hem geen spoor meer te vinden.